# شيماء سعيد
شيماء سعيد (7 يناير 1977-) ممثلة ومغنية مصرية.

## مشوارها الفني
تخرجت قسم الصحافة والإعلام من الجامعة الأمريكية في القاهرة، بدأت حياتها الفنية في التلفزيون عام 1996 من خلال مسلسل هوانم جاردن سيتي وفيلم إسماعيلية رايح جاي مع المطرب محمد فؤاد عام 2001 طرحت أول ألبوماتها الغنائية بعنوان 'دايبة" مع شركة هاي كواليتي قدمت بعدها عدة البومات في سبتمبر عام 2016 طرحت الفنانة ألبومها الأخير " حلم حياتك"، لتختفي بعد ذلك، وتعود في 2018 بعد عامين لتفاجئ جمهورها بالاعتزال وارتداء الحجاب والابتعاد عن الساحة الفنية والاختفاء عن الظهور الإعلامي

### حياتها الأسرية
تزوجت من رجل الأعمال المصري «حسام سعيد» ورزقت منه بولدين الحسن والحسين

## أعمالها

### الألبومات الرسمية[3][4]
| الألبوم   | العام | المنتج      |
| --------- | ----- | ----------- |
| دايبة     | 2001  | هاي كواليتي |
| دلالي     | 2003  | هاي كواليتي |
| حلم حياتك | 2016  | مزيكا       |

### الأغاني المصورة
| الأغنية      | المخرج        | المنتج      | العام |
| ------------ | ------------- | ----------- | ----- |
| غدار         | عثمان أبو لبن | صوت القاهرة | 1999  |
| آهه          | رامي إمام     | صوت القاهرة | 1999  |
| نفسي ألف     |               | هاي كواليتي | 2001  |
| ولسة الليالي | عثمان أبو لبن | هاي كواليتي | 2003  |
| ده ماله ده   | فدوى مواهب    | هاي كواليتي | 2003  |
| خدني         | بشير أسمر     | هاي كواليتي | 2004  |
| في يومين     | يونس          | مزيكا       | 2011  |
| أحاسيس بنات  | كريم كبارة    | مزيكا       | 2016  |

### في التلفزيون
| سنة الإنتاج | اسم المسلسل                         | الشخصية        |
| ----------- | ----------------------------------- | -------------- |
| 2003        | آخر الخط                            |                |
| 2000        | أوبرا عايدة                         | (هبة)          |
| 2000        | أوبريت القدس ح ترجع لنا             | (بشخصها)       |
| 2000        | محاكمة الليالي                      |                |
| 1998        | هوانم جاردن سيتي ج2                 | (سلمى الشاذلي) |
| 1997        | اللص الذي أحبه                      |                |
| 1997        | هوانم جاردن سيتي ج1                 | (سلمى الشاذلي) |
| 1996        | ألف ليلة وليلة: فضل الله ووردانه    |                |
|             | خيوط الشمس - سهرة تليفزيونية        | (سمارة)        |
|             | يوميات امرأة عاملة- سهرة تليفزيونية |                |

### في السينما
| سنة الإنتاج | الفيلم             | الشخصية |
| ----------- | ------------------ | ------- |
| 1997        | إسماعيلية رايح جاي | (وفاء)  |

## وصلات خارجية
- شيماء سعيد على موقع الدهليز
- شيماء سعيد على موقع قاعدة بيانات الأفلام العربية